# Christmas in My Heart
A Christmas in My Heart Connie Francis amerikai énekesnő 1959 végén megjelentetett karácsonyi albuma. A dalokat 1959 nyarán vették fel a londoni Abbey Road stúdióban. A lemez „A” oldalán újabb keletű népszerű, a „B” oldalon klasszikus karácsonyi dalok hallhatók. Több újrakiadást is megért, 1962-ben és 1966-ban is üzletekbe került. A CD változatot 2008-ban adták ki.

## Dalok
„A” oldal
- 1. White Christmas (Irving Berlin) 3.24
- 2. Winter Wonderland (Felix Bernard, Richard B. Smith) 2.41
- 3. The Christmas Song (Mel Tormé, Robert Wells) 3.23
- 4. I'll Be Home for Christmas (Kim Gannon, Walter Kent, Buck Ram) 3.35
- 5. The Twelve Days of Christmas (traditional) 5.18
- 6. Have Yourself a Merry Little Christmas (Ralph Blane, Hugh Martin) 4.30

„B” oldal
- 1. (Adeste Fidelis (O Come All Ye Faithful) (traditional) 3.06
- 2. The Lord's Prayer (traditional) 2.56
- 3. Silent Night! Holy Night! (traditional) 3.52
- 4. O Little Town of Bethlehem (traditional) 2.57
- 5. The First Noël (traditional) 3.10
- 6. Ave Maria traditional, (Charles Gounod, Johann Sebastian Bach) 2.50